# Deng Yingchao
Pour les articles homonymes, voir Deng.
Deng Yingchao (鄧穎超) (4 février 1904 - 1er juillet 1992), née à Nanning, chef-lieu du Guangxi, est une femme politique chinoise, membre du Parti communiste .
Deng Yingchao est la présidente de la conférence consultative politique du peuple chinois de 1983 à 1988.
Elle est l'épouse de Zhou Enlai, décédé en 1976.

## Biographie
Elle grandit dans une famille pauvre dont le père décède quand elle est jeune et dont la mère enseigne et pratique la médecine. Deng, à l'âge de 15 ans, participe au mouvement du 4 mai en 1919, durant lequel elle rencontre Zhou Enlai (周恩來), un des leaders des étudiants.
Sa capacité militante et sa détermination propulse Deng Yingchao au premier rang des meneurs du mouvement étudiant. Elle intégra un mouvement clandestin, la Société du réveil, fondée en septembre 1919 et dont le manifeste fondateur est rédigé par Zhou Enlai. Par respect du principe des sexes, le mouvement comportait 10 hommes et 10 femmes dont Yingchao et Zhang Ruomin, le premier amour de Zhou.
Alors que Zhou est en France et qu'il a rompu avec Ruomin, s'engage à partir de 1922, des échanges épistolaires entre Zhou et Deng. Elle rejoint le Parti communiste chinois en 1925. La même année, elle se marie le 8 août, à Guangzhou, avec Zhou Enlai, après le retour de France de ce dernier. Elle tombe enceinte peu après le mariage mais décide, à l'insu de Zhou, de se faire avorter. En effet comme beaucoup d'autres militantes révolutionnaires, elle préfère prévilégier son travail révolutionnaire et n'entend pas adopter le mode de vie d'une femme au foyer. Mais son avortement, à l'aide de préparations vendues par un commerçant ambulant, se passe mal. Après une hémorragie elle est conduite à l'hospital. L'année suivante elle perd un enfant, elle ne tombera plus enceinte. Deng et Zhou n’eurent donc pas d’enfant. Ils adoptèrent cependant plusieurs enfants des « martyrs révolutionnaires » dont Li Peng, devenu plus tard Premier ministre de la république populaire de Chine, et Sun Weishi qui sera torturée et tuée pendant la révolution culturelle.
Elle participe à la Longue Marche en 1934.
Après 1949, Deng Yingchao, en tant que membre de la fédération nationale des femmes de Chine travaille sur la loi sur le mariage mis en place en mai 1950 « dans le but d'émanciper des milliers et des milliers de femmes du système matrimonial féodal ». Elle s’opposa à la tradition des pieds bandés imposée aux femmes.
Elle est membre des 11e et 12e Politburos du PCC. Deng Yingchao sera considérée comme un membre des Huit immortels du Parti communiste chinois . Le 18 janvier 1978, Pol Pot accueille Deng Yingchao, vice-présidente de l’Assemblée nationale populaire chinoise, à Phnom Penh, le Parti communiste chinois montre ainsi son appui au « Kampuchéa démocratique ».
Elle décède à Beijing à l’âge de 88 ans.
Un mémorial, ouvert en 1998, lui est dédié, ainsi qu'à son mari, à Tianjin (天津周恩來鄧穎超紀念館).